# Mannerisms
Mannerisms is een verzamelmuziekalbum van Manfred Mann. Het bevat alle singles en B-kantjes van Manfred Mann gedurende zijn contract met Fontana.

## Musici
Ze worden niet vermeld, maar uitgegaan kan worden van (de band wisselde toen nauwelijks van samenstelling):
- Michael d'Abo – zang,
- Tom McGuinness – gitaar
- Klaus Voormann – basgitaar
- Manfred Mann – toetsen
- Mike Hugg - slagwerk

## Composities
1. Just like a woman (Bob Dylan)
2. I wanna be rich (Hugg)
3. Semi-detached suburban Mr James (Stephens, Carter)
4. Morning after the party (Hugg)
5. Ha! Ha! Said the clown (Hazzard)
6. Feeling so good (Hugg, Mann)
7. Sweet pea (Roe)
8. One way (Hugg, Mann, McGuiness, Voormann)
9. So long dad (Newman)
10. Funniest gig (Hugg)
11. Mighty Quinn (Dylan)
12. By request-Edwin Garvey (d’Abo)
13. Theme for Up the Junction
14. Sleepy hollow (McGuiness)
15. My name is Jack (Simon)
16. There is a man (McGuiness)
17. Fox on the run (Hazzard)
18. Too many people (Hugg)
19. Ragamufiin Mann (Calender, Murray)
20. A B-side (Mann, Hugg)
21. Let it be me (Gilbert Bécaud, Delance)(bonus)
22. All I wanna do (Hugg) (bonus)

In 2004 verschijnt een cd-versie bij Umbrella Music, dat is de basis van het artikel.